# Johan Fredrik I av Sachsen
Johan Fredrik I av Sachsen ("den ädelmodige"), född 30 juni 1503 i Torgau, Kurfurstendömet Sachsen, Tysk-romerska riket, död 3 mars 1554 i Weimar, Thüringen, Tysk-romerska riket, var från 1532 till 1547 kurfurste av Sachsen och från 1547 till 1554 hertig av Sachsen.
Han var son till kurfurst Johan den ståndaktige.

## Biografi
Liksom sin far och sin farbror gav han understöd till protestantism. Under det Schmalkaldiska kriget var han en av protestanternas ledare medan hans släkting Moritz av Sachsen stod på kejsar Karl V:s sida.
Efter nederlaget i slaget vid Mühlberg 1547 blev han kejsarens fånge. Johan dömdes till döden men han fick förbön av andra furstar och så ändrades domen till livstids fängelse. Samtidig gick större delar av hans besittningar till Moritz av Sachsen. Efter fem år blev han i samband med Passaufördraget fri och bosatte sig i Weimar. Han grundade en högskola i Jena som under kejsar Ferdinand I upphöjdes till universitet.

## Familj
Johan Fredrik var sedan 1527 gift med Sibylla av Jülich-Kleve-Berg. De hade fyra barn.
- Johan Fredrik II av Sachsen (1529–1595), kurprins av Sachsen (till 1547), hertig av Sachsen-Eisenach och Sachsen-Coburg, lantgreve av Thüringen
- Johan Vilhelm I av Sachsen (1530–1573), hertig av Sachsen-Weimar
- Johan Fredrik III av Sachsen (1538–1565), hertig av Sachsen-Gotha
- Johan Ernst (född och död 1535)